# Chicken Scratch
A  Chicken Scratch egy 1989-es ska válogatásalbum Lee Perrytől.

## Számok
1. Please Don't Go – Lee Perry & The Soulettes 03:12
2. Chicken Scratch – Lee Perry 02:53
3. Feel Like Jumping – Lee Perry 02:28
4. Solid As A Rock – Lee Perry & The Dynamites 02:41
5. By Saint Peter – Lee Perry & The Soulettes 02:24
6. Tackoo – Lee Perry 02:07
7. Roast Duck – King Scratch & The Dynamites 02:31
8. Man To Man – Lee Perry & The Wailers 02:21
9. Gruma – King Scratch & The Dynamites 01:54
10. Jane Ann & The Pumpkin – Lee Perry 01:52
11. Just Keep It Up – Lee Perry & The Dynamites 02:41
12. Puss In Bag – Lee Perry & The Dynamites 02:43

## Zenészek
- vokál : Lee Perry
- dob: Lloyd Knibb
- basszusgitár : Lloyd Brevett
- gitár : Jah Jerry
- zongora : Jackie Mittoo
- altszaxofon : Deadly Headly & Lester Sterling
- tenorszaxofon : Tommy McCook & Roland Alphonso
- harsona : Don Drummond
- trombita : Johnny Dizzy Moore